# Schiffweiler
Schiffweiler är en kommun och ort i Landkreis Neunkirchen i förbundslandet Saarland i Tyskland.
De tidigare kommunerna Heiligenwald, Landsweiler-Reden och Stennweiler uppgick i Schiffweiler 1 januari 1974.